# Drvenički Kanal
Drvenički Kanal är ett sund i Kroatien. Det ligger i den södra delen av landet, 260 km söder om huvudstaden Zagreb.